# سيانوهيدرين

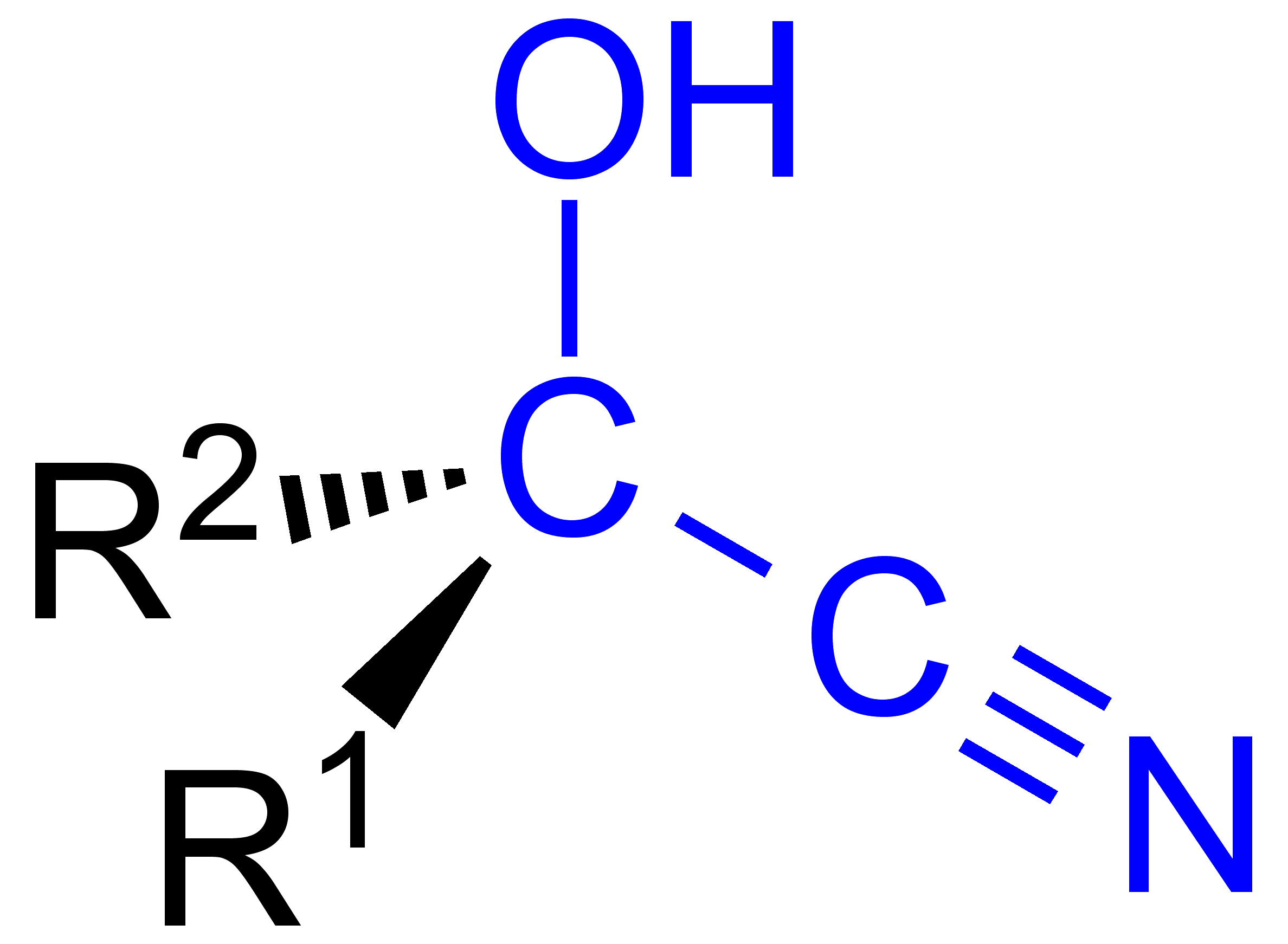
الصيغة العامة لمركبات السيانوهيدرين

السيانوهيدرين هي مجموعة وظيفية في الكيمياء العضوية تتميز بوجود مجموعة نتريل ومجموعة هيدروكسيل مرتبطتين على ذرة الكربون ذاتها، وبذلك تكون الصيغة العامة R2C(OH)CN، حيث R يمكن أن تكون ذرة هيدروجين H أو ألكيل أو أريل.
تعد مركبات السيانوهيدرين ذات أهمية صناعية وتطبيقية، إذ أنها من المواد البادئة لتحضير الأحماض الكربوكسيلية وبعض الأحماض الأمينية. تحضر مركبات السيانوهيدرين من تفاعل الألدهيدات أو الكيتونات مع سيانيد الهيدروجين (HCN) بوجود كمية فائضة من سيانيد الصوديوم (NaCN)، الذي يساهم بدور حفاز في تفاعل التحضير، الذي يسمى تفاعل السيانوهيدرين.